# Mittelalterliches Bergwerk im Alten Lager

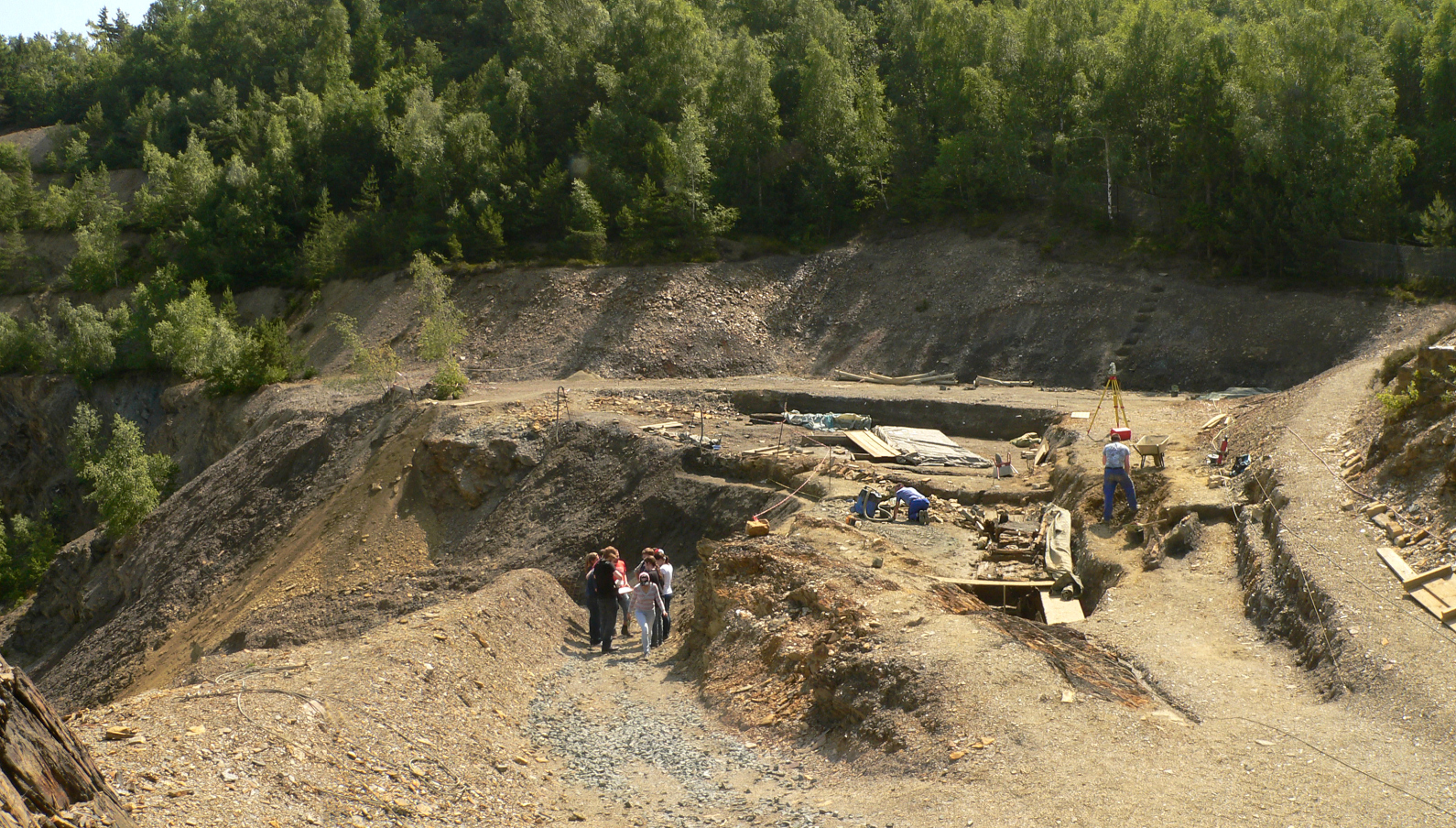
Blick auf das Ausgrabungsgelände, links der Steinbruch Schiefermühle

Das mittelalterliche Bergwerk im Alten Lager ist eine archäologische Fundstelle am Rammelsberg in Goslar am Nordrand des Harzes. Sie wurde im Jahre 2011 im Zuge einer Ausgrabung in einer Abraumhalde über der Erzlagerstätte Altes Lager entdeckt. Gefundene Holzteile, die aus dem 14. bis 15. Jahrhundert stammen, deuten auf einen nicht risskundigen, verfüllten Schacht mit einem Stollen hin. Ersten Einschätzungen der Archäologen zufolge diente dieses Bergwerk während des Spätmittelalters dem untertägigen Nachlesebergbau in der in vorangegangenen Jahrhunderten im Tagebau nicht vollständig ausgebeuteten Lagerstätte.

## Fundstelle

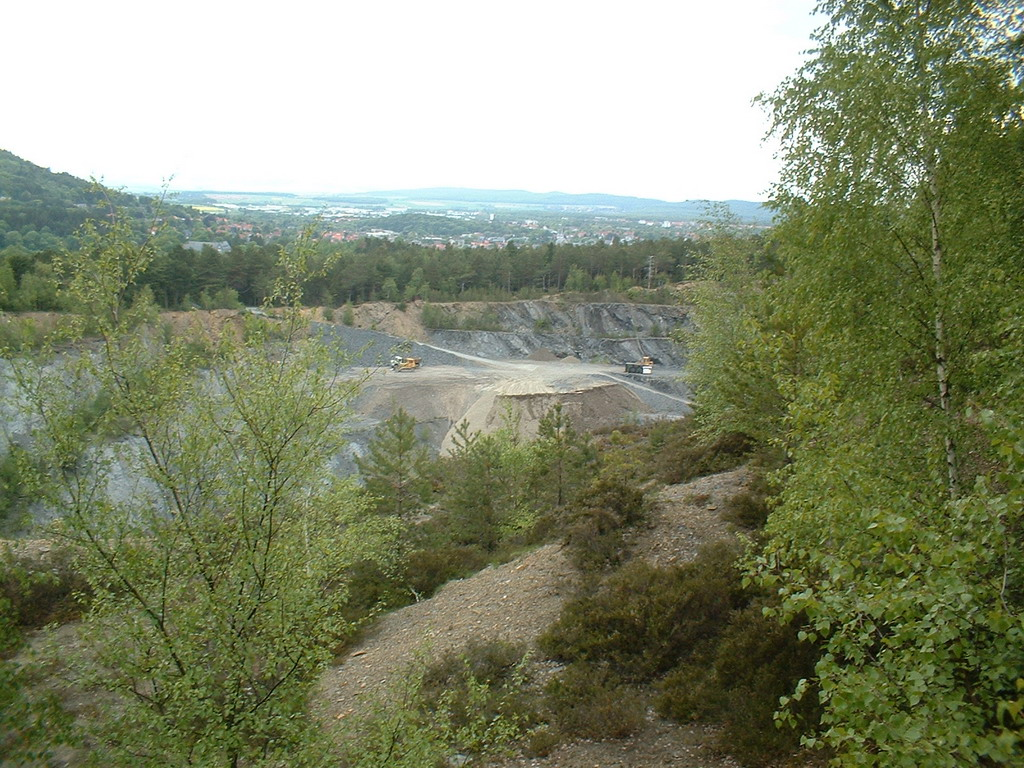
Der in Verfüllung befindliche Steinbruch Schiefermühle

Die Fundstelle liegt am Ausbiss des Alten Lagers, einem etwa 30 Meter breiten und 400 Meter langen Geländestreifen, in dem das durch Erosion freigelegte Erz bis etwa um das Jahr 1000 im Tagebau abgebaut wurde. Anschließend diente das Gelände den Bergleuten jahrhundertelang als Deponie für Abraum und zur Entsorgung defekter Geräte sowie anderer Utensilien. Bei einer archäologischen Begehung wurden hier bereits im Jahre 1999 eher zufällig Reste eines Lederschuhs gefunden, der sich mittels der 14C-Methode in die Zeit um das Jahr 1024 datieren lässt. Vom späteren Bergbau am Rammelsberg blieb die Fundstelle weitgehend unberührt. Sie wurde nur vom Steinbruch Schiefermühle angeschnitten, der in den 1920er Jahren angelegt wurde, um Versatzmaterial zum Verfüllen ausgeerzter Abbaue zu gewinnen. Inzwischen wird der Steinbruch wieder verfüllt. Bei seinem Aushub wurde vor Jahrzehnten eine Strecke angeschnitten, die noch in einer Steilwand offen zutage liegt, aber im Inneren nach wenigen Metern verschüttet ist.

## Ausgrabungen

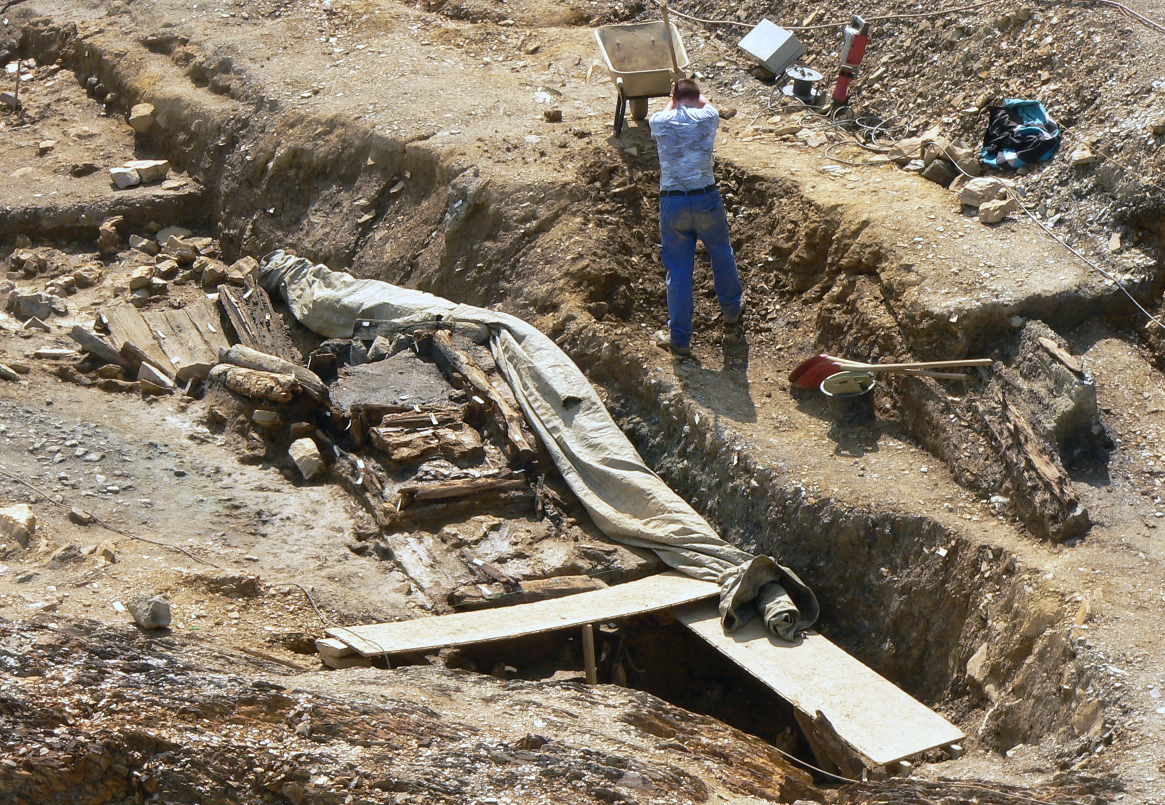
Blick von oben auf die freigelegte Holzkonstruktion der mittelalterlichen Bergwerksanlage

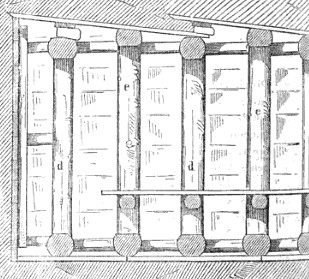
Getriebezimmerung, schematisch

Seit dem Jahre 2001 untersucht die Arbeitsstelle Montanarchäologie des Niedersächsischen Landesamtes für Denkmalpflege unter der Leitung des Archäologen Lothar Klappauf den mittelalterlichen Bergbau am Rammelsberg in Goslar. Ab Juni 2010 begannen in jährlichen Kampagnen archäologische Ausgrabungen im verfüllten Tagebau des Alten Lagers. Dieser Bereich erwies sich wegen des Fundes eines rund 1000 Jahre alten Lederschuhs im Jahre 1999 und den nachfolgenden Prospektionen als aussichtsreich. Insgesamt wurden drei Grabungsschnitte angelegt, die nebeneinander liegen. In einem Bereich befinden sich die Ausbaureste der mittelalterlichen Bergwerksanlage, im Weiteren ein verlandeter Tümpel mit Sedimentabdrücken und im dritten ein vermuteter Holzbearbeitungsplatz. Das Grabungsgelände ist im Besitz der Bergbau Goslar GmbH, die die Grabungen unterstützt. Die Ausgrabungsarbeiten führen ein Grabungstechniker und fünf Grabungshelfer als Ein-Euro-Jobber des Jobcenters in Goslar mit Unterstützung der Caritas durch. Mit dem Institut für Anorganische Chemie der Leibniz Universität Hannover besteht eine Kooperation zu Untersuchungen und Kartierungen des Haldenkörpers. Dies erfolgt durch Studenten im Rahmen von Praktika unter Leitung des Chemikers Robert Lehmann vom Arbeitskreis Archäometrie. Die Dokumentation der Grabungsfläche wie auch einzelner Fundstücke erfolgt mittels 3D-Fotografie. Vor den Ausgrabungen trug zunächst ein Bagger das Bodenmaterial neuzeitlicher Halden ab, um an die Bodenschichten des Spätmittelalters zu gelangen. Im Jahre 2012 wurden dabei 4000 m³ Boden umgelagert. 2013 befand sich das Stratum der Grabung etwa in der Zeit des 13. Jahrhunderts, im selben Jahr war die Erkundung des Stollenverlaufs auf der Sohle bis zum Liegenden geplant. Für die nächsten Jahre war ein Vordringen der Grabung in die nur wenig tiefer liegenden Bodenschichten des 10./11. Jahrhunderts vorgesehen.

## Funde

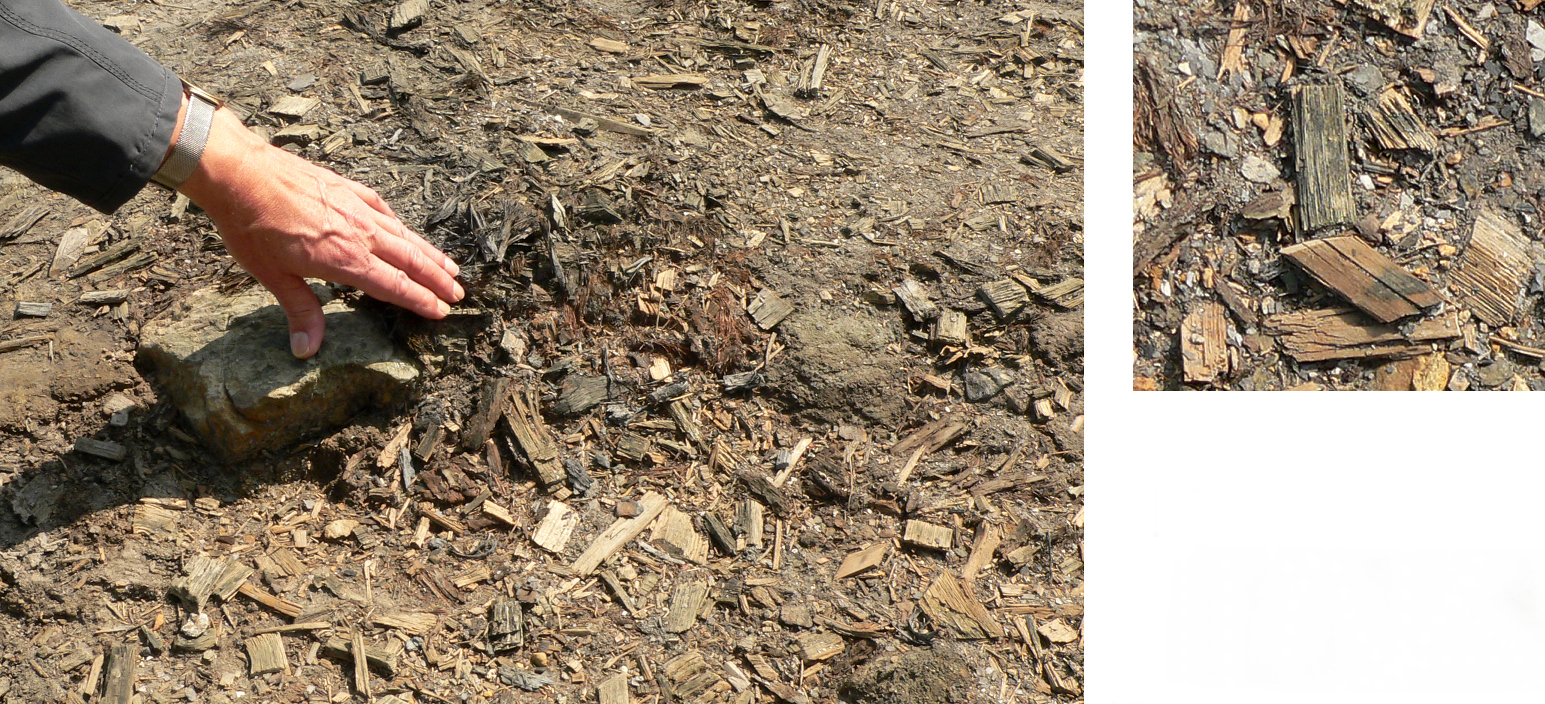
Aufgefundene Holzspäne am vermuteten mittelalterlichen Holzbearbeitungsplatz

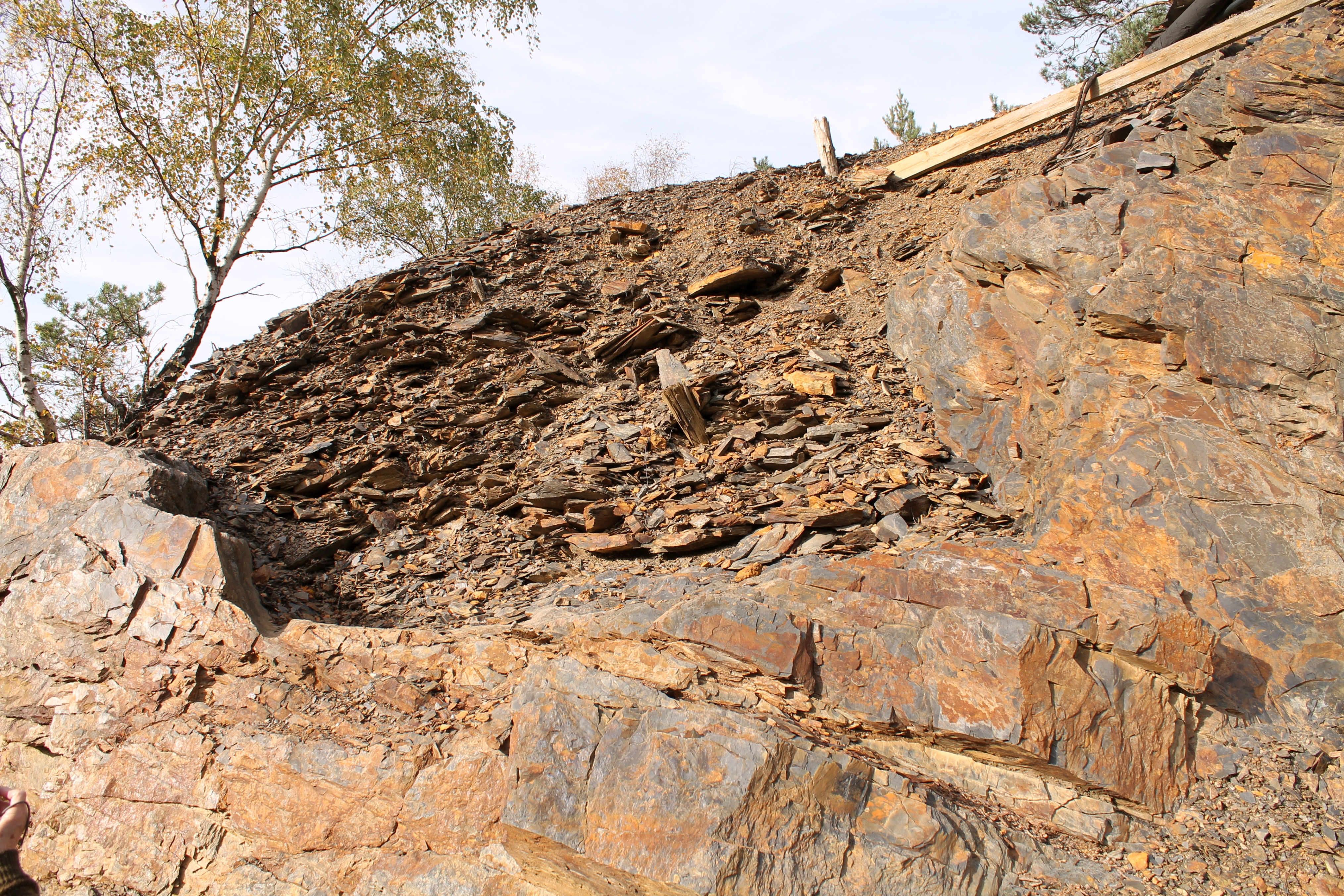
Hohlweg, der sich durch Erztransport herausgebildet hat (Lockergestein nachträglich eingebracht). Links unten eine Radspur, links darüber der Saumpfad für die Karrenläufer.

Während der Grabungskampagne 2011 traten drei Bretter zutage, die sich zunächst nicht eindeutig einordnen ließen. Bei der weiteren Freilegung im Folgejahr stellten sie sich als wahrscheinliche Teile eines Schachtausbaus mit anschließendem Stollen, dessen Firste erhalten ist, dar. Der Stollen wurde mittels Getriebezimmerung durch den Haldenkörper getrieben. Vom Ort des Stollens aus wurde dann der Schacht saiger abgeteuft. Dass die Firste des Stollens teilweise stark beschädigt war, weist darauf hin, dass er eingebrochen ist. Die Entdeckung dieses mittelalterlichen Bergwerks im Alten Lager des Rammelsberges wurde am 6. September 2012 bei einer Pressekonferenz in Goslar bekanntgegeben. Wenige Tage später, am Tag des offenen Denkmals, wurde die Fundstelle erstmals der Öffentlichkeit vorgestellt und von der damaligen niedersächsischen Ministerin für Wissenschaft und Kultur Johanna Wanka besichtigt.
Dendrochronologische Untersuchungen ordnen die gefundenen Grubenhölzer der 2. Hälfte des 15. Jahrhunderts zu. Weitere Bodenfunde waren Holzstämme und -späne, die wahrscheinlich zu einem vermuteten mittelalterlichen Holzbearbeitungsplatz für Grubenhölzer gehörten. 
Zu den Fundstücken gehörten auch Textilien und Leder aus dem Zeitraum zwischen dem 11. und 15. Jahrhundert. Die 40 Fundstücke wurden im Rahmen eines Forschungsprojektes des Niedersächsischen Landesamtes für Denkmalpflege und dem Weltkulturerbe Rammelsberg untersucht. Durch die besonderen Erhaltungsbedingungen für organisches Material mit der konservierenden Wirkung von Schwermetallen im Haldenkörper haben sich die Fundstücke aus organischem Material, wie Holz, Leder und Stoff über Jahrhunderte erhalten. Organische Substanzen zersetzen sich sonst üblicherweise in wenigen Jahrzehnten.
In einem Grabungsbereich wurden in einer Bodenschicht die Reste eines verlandeten Tümpels mit Wagenspuren und den Hufabdrücken eines Pferdes sowie eines Rehs entdeckt. Zu den Funden zählt auch die älteste bislang in Deutschland gefundene Grubenlampe, die aus grobem Ton gefertigt ist und aus dem 14. Jahrhundert stammt. Weitere Funde waren Werkzeuge und Kleidungsreste von Bergleuten, wie Riemen- und Schuhteile, sowie Reste von Seilen und Geweben.
Bereits bei der Prospektion wurde im näheren Umfeld der späteren Grabung ein gut erhaltener Hohlweg im anstehenden Gestein festgestellt. Er diente als Erztransportweg, bei dem sich die Räder der Transportkarren mit einer Spurbreite von 1,42 Meter deutlich sichtbar in den Fels eingeschliffen haben.

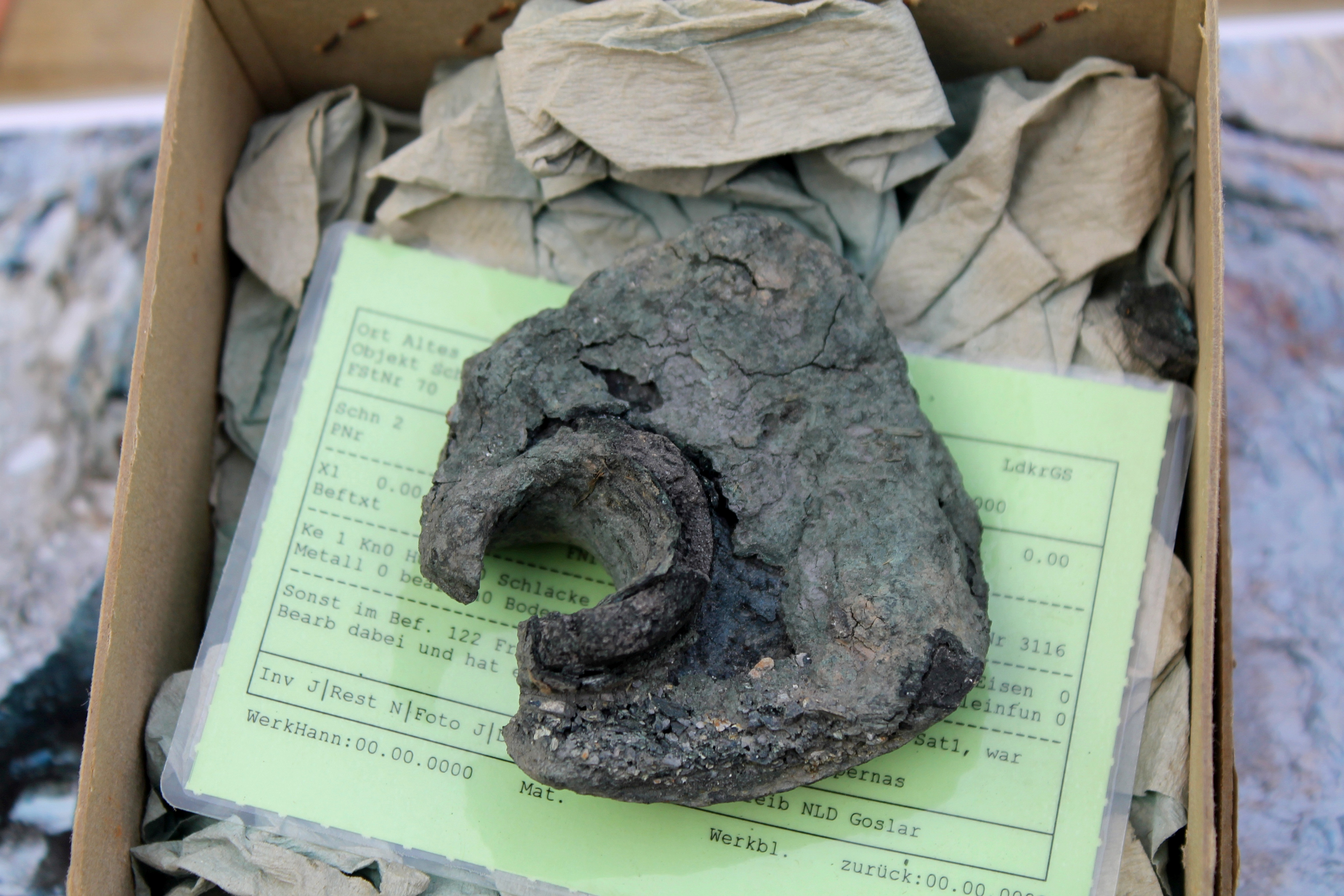
Das Froschlampenfragment aus dem 14. Jahrhundert
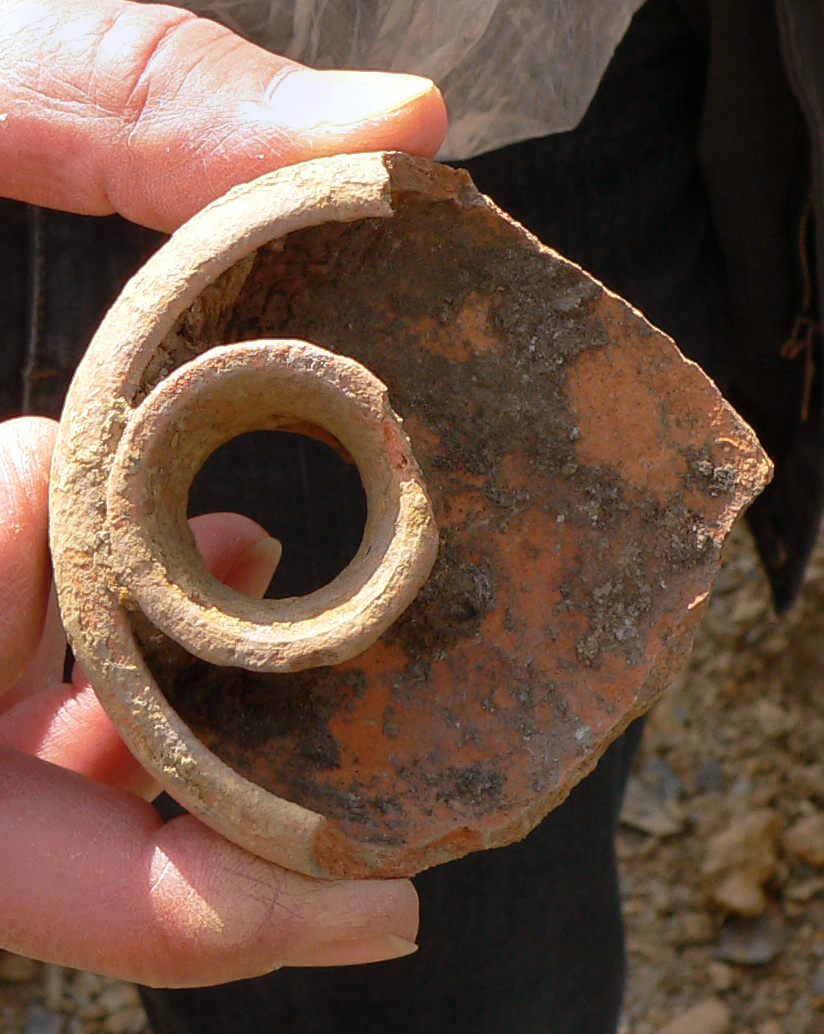
Replik des Fragmentes aus rotem Ton
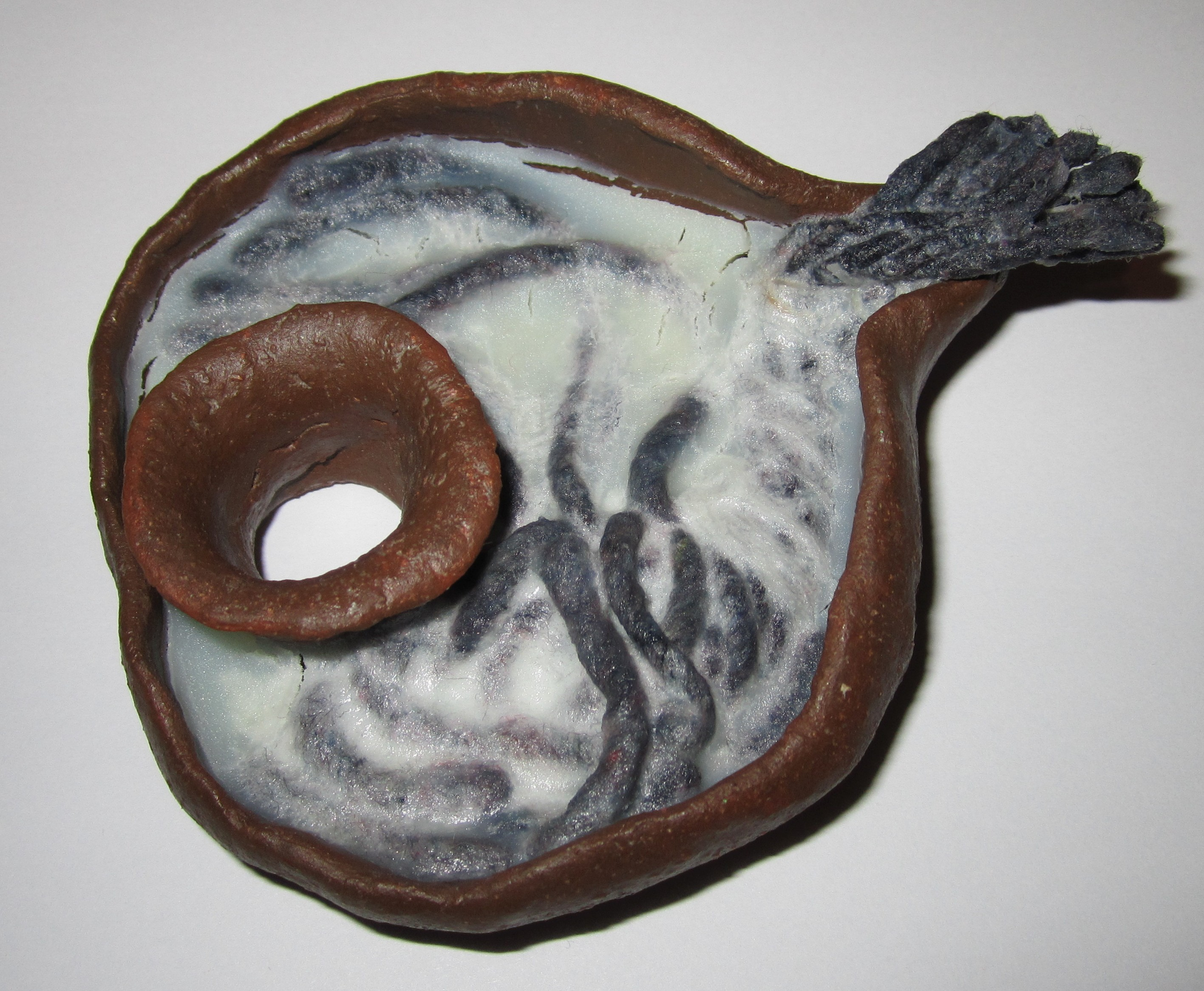
Vollständige Replik einer tönernen Froschlampe
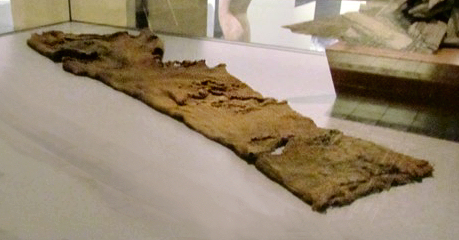
Gestrickter Ärmel aus Wolle vom Bergwerk im Alten Lager

## Fundbedeutung und -deutung

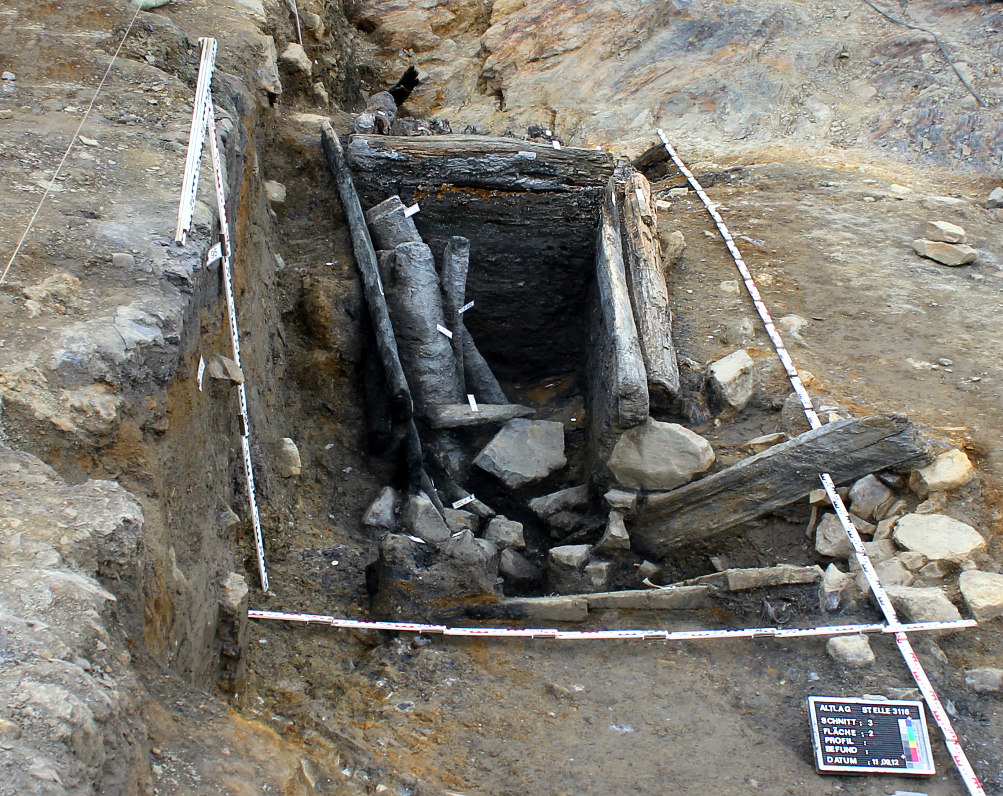
Der ausgegrabene Holzausbau des Stollens, 2012

Nach der bisherigen Deutung der archäologischen Befunde handelt es sich bei der entdeckten Holzkonstruktion um eine ehemalige Stollen- und Schachtanlage mit dem bisher ältesten holzgesicherten Stollen in Mitteleuropa. Eine weitere Besonderheit der Fundstelle besteht darin, dass sie, abgesehen von einer Überdeckung mit Abraum, nahezu unberührt vom modernen Bergbau geblieben ist.
Nach der Arbeitshypothese der Archäologen wollten die Bergleute etwa im 14. Jahrhundert an noch nicht ausgebeutete Teile des Alten Lagers gelangen. Auf dem Alten Lager ging zunächst Tagebau um. Nach der Aufgabe des Tagebaus um das Jahr 1000 sei er mit Abraum verfüllt worden, durch den die Bergleute um das 14. Jahrhundert einen waagerechten Stollen getrieben haben. Vom Stollen aus hätten sie einen Schacht in die Tiefe abgeteuft, um das restliche Erz des Alten Lagers abzubauen.

## Präsentation
Das Ausgrabungsgelände befindet sich auf einem Grundstück der Bergbau Goslar GmbH und ist nicht öffentlich zugänglich. Die Grabungsstelle soll Besuchern des benachbarten Museums Weltkulturerbe Erzbergwerk Rammelsberg zugänglich gemacht werden, um die andauernden Grabungsarbeiten im Rahmen von Führungen zu präsentieren. Damit die 45 Meter Höhenunterschied zwischen dem Museums- und dem Ausgrabungsgelände barrierefrei überwunden werden können, wurde der aus den 1930er-Jahren stammende Schrägaufzug der Aufbereitung funktionsfähig restauriert und 2014 wieder in Betrieb genommen.
Vom 21. September 2018 bis zum 6. Januar 2019 wurde eine Reihe von Fundstücken aus dem früheren Bergwerk im Martin-Gropius-Bau in Berlin in der Ausstellung Bewegte Zeiten. Archäologie in Deutschland gezeigt, die aus Anlass des Europäischen Kulturerbejahres 2018 stattfand.